# VV Leeuwarden in het seizoen 1962/63
Het seizoen 1962/1963 was het negende jaar in het bestaan van de Leeuwardense betaaldvoetbalclub Leeuwarden. De club kwam uit in de Tweede divisie A en eindigde daarin op de zevende plaats. Tevens deed de club mee aan het toernooi om de KNVB beker, hierin werd in de eerste ronde verloren van Hilversum (2–3).

## Wedstrijdstatistieken

### Tweede divisie A
|       | AGOVV | Alkmaar '54 | Be Quick | De Graafschap | Heerenveen | KFC   | N.E.C. | Oldenzaal | Stormvogels | Tubantia | Vitesse | VSV   | Wageningen | ZFC   | Zwartemeer | Zwolsche Boys |
| ----- | ----- | ----------- | -------- | ------------- | ---------- | ----- | ------ | --------- | ----------- | -------- | ------- | ----- | ---------- | ----- | ---------- | ------------- |
| Thuis | 1 – 1 | 3 – 1       | 5 – 1    | 4 – 2         | 1 – 0      | 3 – 1 | 1 – 2  | 4 – 2     | 2 – 3       | 4 – 4    | 1 – 2   | 2 – 1 | 1 – 1      | 2 – 3 | 3 – 1      | 4 – 2         |
| Uit   | 3 – 3 | 3 – 0       | 4 – 1    | 0 – 2         | 1 – 1      | 1 – 0 | 5 – 1  | 1 – 1     | 1 – 1       | 2 – 3    | 3 – 2   | 4 – 1 | 1 – 2      | 4 – 0 | 4 – 0      | 0 – 1         |

### KNVB Beker
| 1e ronde                                                          | Leeuwarden                         | 2 – 3 (2 – 2) | Hilversum                |
| 13 oktober 1962 Plaats: Leeuwarden Gemeentelijk Sportpark Cambuur | Ben de Vries 18' Jaap Advocaat 20' |               | 13', 27', 80' Flip Krant |

## Statistieken Leeuwarden 1962/1963

### Eindstand Leeuwarden in de Nederlandse Tweede divisie A 1962 / 1963
| Stand | Gespeeld | Gewonnen | Gelijk | Verloren | Punten | Doelpunten voor | Doelpunten tegen |
| ----- | -------- | -------- | ------ | -------- | ------ | --------------- | ---------------- |
| 7e    | 32       | 13       | 7      | 12       | 33     | 60              | 64               |

### Topscorers
| #      | Naam             | Goal |
| ------ | ---------------- | ---- |
| 1.     | Marius Delgrosso | 16   |
| 2.     | Dirk Roelfsema   | 15   |
| 3.     | Ben de Vries     | 9    |
| 4.     | Jaap Advocaat    | 6    |
| 5.     | Piet de Koe      | 4    |
| 6.     | Kees Hiemstra    | 3    |
| 6.     | Joop Ruiter      | 3    |
| 8.     | Jaap Mulder      | 2    |
| 9.     | Johannes Bakker  | 1    |
| 9.     | Ido Bunnig       | 1    |
| Totaal | Totaal           | 60   |

| #      | Naam          | Goal |
| ------ | ------------- | ---- |
| 1.     | Jaap Advocaat | 1    |
| 1.     | Ben de Vries  | 1    |
| Totaal | Totaal        | 2    |